# 2510 Shandong
2510 Shandong este un asteroid din centura principală, descoperit pe 10 octombrie 1979 de Observatorul Zijinshan.